# Jan Burssens
Jan Burssens (Malines, 27 giugno 1925 – Nevele, 11 gennaio 2002) è stato un pittore belga fiammingo.
Jan Burssens è uno dei più importanti pittori esistenzialisti e astratti belgi.

## Biografia
Jan Burssens è stato uno dei primi artisti ad affrontare la tecnica della pittura a goccia (una forma di pittura d'azione) in Belgio dopo la  Seconda guerra mondiale.

## Carriera artistica
La sua arte fu influenzata dall'esistenzialismo di Jean-Paul Sartre e dallo stile astratto della pittura del Jackson Pollock da una parte e dall'immagine surrealista-disincarnata di Francis Bacon dall'altra.
Burssens studiò solo per un anno all'Accademia di Gand e rimase essenzialmente autodidatta.
Dal 1951 al 1954 fu membro di "La Jeune Peinture Belge". Nel 1952 è stato membro fondatore del gruppo artistico belga Art Abstrait. Nel 1959 Burssens partecipò al Documenta 2 di Kassel.

## Morte
Jan Burssens è morto l'11 gennaio 2002 a Nevele, in Belgio.